# Port lotniczy Manchester
Manchester Airport (kod ICAO: EGCC, kod IATA: MAN) – lotnisko cywilne w Manchesterze (osada Ringway) w Wielkiej Brytanii.
Lotnisko znajduje się w odległości około 14 km na południowy zachód od centrum Manchesteru. W skład portu wchodzą trzy terminale pasażerskie i terminal towarowy. Dochodzą do niego autostrada M56 (łącząca Manchester i Liverpool), linia kolejowa i drogi lokalne.
Jest to trzeci co do wielkości port lotniczy w Wielkiej Brytanii, po londyńskich Heathrow i Gatwick.

## Historia

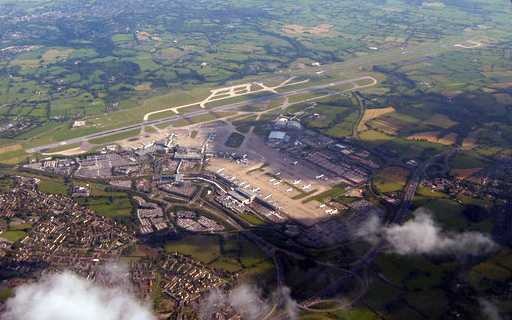
Widok na port lotniczy z lotu ptaka

W 1928 roku w dzielnicy Manchesteru (Barton) wybrano miejsce na zbudowanie lotniska miejskiego, które otwarto w 1930 roku (później było znane jako Barton Aerodrome i obecnie City Airport Manchester). W 1938 roku uruchomiono nowe większe lotnisko w Ringway, dokąd przeniesiono ruch pasażerski, które przemianowano później na Manchester Airport. Podczas II wojny światowej istniała tam baza lotnictwa wojskowego RAF Ringway. W 1951 pas został przedłużony z 1280 metrów do 1798 metrów. W 1974 roku Ringway zostało włączone w obręb Manchesteru. W 1995 roku lotnisko obsłużyło 15 milionów pasażerów. W 2004 roku posłanka Margaret Beckett z brytyjskiego rządu oficjalnie otworzyła stację kolejową na lotnisku. Pod koniec roku 2004 lotnisko miało rekordową liczbę pasażerów – 20 milionów.

## Linie lotnicze i połączenia
| Linia lotnicza                | Kierunek |
| ----------------------------- | --- |
| Aegean Airlines               | 1. Ateny |
| Aer Lingus                    | 1. Belfast-City 2. Dublin 3. Nowy Jork-JFK 4. Orlando Sezonowo: 1. Barbados |
| Air Canada                    | Sezonowo: 1. Toronto-Pearson |
| Air France                    | 1. Paryż-Charles de Gaulle |
| Air Transat                   | 1. Toronto-Pearson |
| Aurigny Air Services          | 1. / Guernsey |
| Austrian Airlines             | 1. Wiedeń |
| BH Air                        | Sezonowo: 1. Burgas 2. Sofia |
| Biman Bangladesh Airlines     | 1. Srihotto |
| British Airways               | 1. Billund 2. Londyn-Heathrow |
| Brussels Airlines             | 1. Bruksela |
| Cathay Pacific                | 1. Hongkong |
| Corendon Airlines             | Sezonowo: 1. Antalya 2. Dalaman 3. Heraklion (od 29 kwietnia 2024) 4. Izmir (od 12 maja 2025) |
| EasyJet                       | 1. Agadir 2. Alicante 3. Amsterdam 4. Antalya 5. Ateny 6. Barcelona 7. / Bazylea 8. Belfast-City 9. Belfast-International 10. Berlin 11. Bilbao 12. Bordeaux 13. Kopenhaga 14. Dalaman 15. Enfidha 16. Faro 17. Fuerteventura 18. Madera 19. Genewa 20. Gibraltar 21. Gran Canaria 22. Hamburg 23. Hurghada 24. / Wyspa Man 25. Stambuł 26. / Jersey 27. Kraków 28. Lanzarote 29. Lizbona 30. Lyon 31. Malaga 32. Malta 33. Marrakesz 34. Mediolan-Malpensa 35. Monachium 36. Nicea 37. Palma de Mallorca 38. Pafos 39. Paryż-Charles de Gaulle 40. Paryż-Orly 41. Piza 42. Porto 43. Praga 44. Reykjavik-Keflavík 45. Rzym-Fiumicino 46. Szarm el-Szejk 47. Sofia 48. Teneryfa-Południe 49. Wenecja Sezonowo: 1. Bodrum (od 16 maja 2024) 2. Burgas 3. Katania 4. Chania 5. Korfu 6. Dubrownik 7. Grenoble 8. Heraklion 9. Ibiza 10. Innsbruck 11. Kefalonia 12. Kittilä 13. Kos 14. La Rochelle 15. Menorka 16. Murcja 17. Mykonos 18. Neapol 19. Newquay 20. Reus (od 2 kwietnia 2024) 21. Rodos 22. Rovaniemi 23. Santorini 24. Skiathos (od 5 maja 2024) 25. Split 26. Saloniki 27. Tivat 28. Turyn 29. Zakintos |
| EgyptAir                      | 1. Kair |
| Emirates                      | 1. Dubaj |
| Ethiopian Airlines            | 1. Addis Abeba 2. Genewa |
| Etihad Airways                | 1. Abu Zabi |
| Eurowings                     | 1. Düsseldorf 2. Hamburg (od 31 marca 2024) 3. Stuttgart (od 6 maja 2024) |
| Finnair                       | 1. Helsinki |
| FlyOne                        | 1. Kiszyniów (od 20 grudnia 2024) |
| Gulf Air                      | 1. Bahrajn |
| Hainan Airlines               | 1. Pekin |
| Iberia Express                | 1. Madryt |
| Icelandair                    | 1. Reykjavik-Keflavík |
| Jet2.com                      | 1. Agadir (od 3 października 2024) 2. Alicante 3. Antalya 4. Ateny 5. Barcelona 6. Budapeszt 7. Faro 8. Fuerteventura 9. Madera 10. Gran Canaria 11. Kraków 12. Lanzarote 13. Malaga 14. Malta 15. Marrakesz (od 4 października 2024) 16. Palma de Mallorca 17. Pafos 18. Praga 19. Rzym-Fiumicino 20. Teneryfa-Południe 21. Wenecja 22. Werona Sezonowo: 1. Almería 2. Berlin (od 29 listopada 2024) 3. Bergen (od 25 kwietnia 2024) 4. Bergerac 5. Bodrum 6. Burgas 7. Katania 8. Chambéry 9. Chania 10. Kolonia/Bonn 11. Korfu 12. Dalaman 13. Dubrownik 14. Genewa 15. Girona 16. Grenoble 17. Heraklion 18. Ibiza 19. Innsbruck 20. Izmir 21. Kalamata 22. Kefalonia 23. Kos 24. Larnaka 25. Lyon 26. Menorka 27. Mitylena 28. Neapol 29. Nicea 30. Olbia 31. Piza 32. Porto (od 4 lipca 2024) 33. Pula (od 2 maja 2025) 34. Reus 35. Reykjavik-Keflavík 36. Rodos 37. Salzburg 38. Santorini 39. Skiathos 40. Split 41. Saloniki 42. Tivat 43. Turyn 44. Wiedeń 45. Zakintos |
| KLM                           | 1. Amsterdam |
| Kuwait Airways                | 1. Kuwejt |
| Loganair                      | 1. Aberdeen 2. Inverness 3. / Wyspa Man 4. Newquay 5. Stornoway |
| Lufthansa                     | 1. Frankfurt 2. Monachium |
| Luxair                        | 1. Luksemburg (od 1 kwietnia 2024) |
| Maleth-Aero                   | Sezonowe czartery: 1. Antigua 2. Barbados |
| Norwegian Air Shuttle         | 1. Bergen 2. Kopenhaga 3. Oslo-Gardermoen 4. Stavanger Sezonowo: 1. Sztokholm-Arlanda |
| Pegasus Airlines              | 1. Antalya 2. Stambuł-Sabiha Gökçen Sezonowo: 1. Dalaman |
| Qatar Airways                 | 1. Doha |
| Royal Jordanian               | 1. Amman |
| Ryanair                       | 1. Agadir 2. Alicante 3. Barcelona 4. Paryż-Beauvais 5. Belfast-International 6. Mediolan-Bergamo 7. Berlin 8. Billund 9. Bolonia 10. Bratysława 11. Bukareszt 12. Budapeszt 13. Carcassonne 14. Bruksela-Charleroi 15. Kolonia/Bonn 16. Kopenhaga 17. Cork 18. Derry 19. Dublin 20. Eindhoven 21. Faro 22. Fuerteventura 23. Madera 24. Gdańsk 25. Göteborg 26. Gran Canaria 27. Kerry 28. Knock 29. Kraków 30. Lanzarote 31. Limoges 32. Lizbona 33. Madryt 34. Malaga 35. Malta 36. Marrakesz 37. Mediolan-Malpensa 38. Murcja 39. Nantes 40. Neapol 41. Palma de Mallorca 42. Pafos 43. Piza 44. Porto 45. Poznań 46. Praga 47. Reggio Calabria (od 28 kwietnia 2024) 48. Ryga 49. Rzym-Ciampino 50. Rzeszów 51. Oslo-Torp 52. Santander 53. Sewilla 54. Shannon 55. Tanger (od 1 kwietnia 2024) 56. Teneryfa-Południe 57. Tirana 58. Walencja 59. Wenecja 60. Werona 61. Wiedeń 62. Warszawa-Okęcie 63. Warszawa-Modlin (od 31 marca 2024) 64. Wrocław Sezonowo: 1. Almería 2. Béziers 3. Bordeaux 4. Brindisi 5. Chania 6. Korfu 7. Dubrownik (od 8 kwietnia 2024) 8. Genua 9. Girona 10. Grenoble 11. Ibiza 12. Katowice 13. Marsylia 14. Menorka 15. Płowdiw 16. Podgorica 17. Reus 18. Rodos 19. Salzburg 20. Trapani 21. Turyn 22. Zadar 23. Zagrzeb |
| Saudia                        | 1. Dżudda |
| Scandinavian Airlines System  | 1. Kopenhaga 2. Oslo-Gardermoen 3. Sztokholm-Arlanda |
| Singapore Airlines            | 1. Houston-Intercontinental 2. Singapur |
| Southwind Airlines            | Sezonowo: 1. Antalya (od 30 marca 2024) |
| SunExpress                    | 1. Antalya Sezonowo: 1. Dalaman 2. Izmir |
| Swiss International Air Lines | 1. Zurych |
| TAP Portugal                  | 1. Lizbona |
| TUI Airways                   | 1. Agadir 2. Alicante 3. Boa Vista 4. Cancún 5. Enfidha 6. Fuerteventura 7. Madera 8. Gran Canaria 9. Hurghada 10. Lanzarote 11. Malaga 12. Marrakesz 13. Montego Bay 14. Puerto Vallarta 15. Punta Cana 16. Sal 17. Szarm el-Szejk 18. Teneryfa-Południe Sezonowo: 1. Almería 2. Antalya 3. Bandżul 4. Barbados 5. Bodrum 6. Budapeszt (od 6 maja 2024) 7. Burgas 8. Chambéry 9. Chania 10. Korfu 11. Dalaman 12. Dubrownik 13. Faro 14. Frankfurt 15. Genewa 16. Girona 17. Goa 18. Heraklion 19. Ibiza 20. Innsbruck 21. Ivalo 22. Izmir 23. Kawala 24. Kefalonia 25. Kittilä 26. Kos 27. Kuusamo 28. La Palma 29. La Romana (od 24 grudnia 2024) 30. Lamezia Terme 31. Larnaka 32. Luksor (od 7 listopada 2024) 33. Melbourne-Orlando 34. Menorka 35. Neapol 36. Ochryda 37. Olbia 38. Oslo-Gardermoen (od 15 grudnia 2024) 39. Palma de Mallorca 40. Pafos 41. Phuket 42. Preweza 43. Pula 44. Reus 45. Reykjavik-Keflavík 46. Rodos 47. Rovaniemi 48. Salzburg 49. Santorini 50. Skiathos 51. Sofia 52. Split 53. Saloniki 54. Tuluza 55. Turyn 56. Werona 57. Zakintos Sezonowe czartery: 1. Singapur |
| Turkish Airlines              | 1. Stambuł |
| Virgin Atlantic Airways       | 1. Atlanta 2. Barbados 3. Nowy Jork-JFK 4. Orlando Sezonowo: 1. Las Vegas (od 2 czerwca 2024) |
| Vueling Airlines              | 1. Barcelona |

### World Freight Terminal
| Linia lotnicza  | Kierunek                                                    |
| --------------- | ----------------------------------------------------------- |
| DHL Aviation    | 1. Lipsk                                                    |
| FedEx Express   | 1. Birmingham 2. Londyn-Stansted 3. Paryż-Charles de Gaulle |
| Lufthansa Cargo | 1. Frankfurt                                                |